# Jessica Samuelsson
Jessica Eva Katarina Wissman, född Samuelsson 14 mars 1985 i Boo, är en svensk före detta sjukampare. Hon tävlade för Hässelby SK.
Samuelssons personliga rekord i sjukamp är 6 300 poäng, noterat vid OS i London 2012. Med det är hon för närvarande (oktober 2017) tvåa genom tiderna i Sverige efter Carolina Klüft.

## Karriär
Vid U23-EM i Erfurt, Tyskland år 2005  kom hon på en åttondeplats i sjukamp med 5 633 poäng.
Vid U23-EM i Debrecen, Ungern år 2007 kom Jessica Samuelsson på en trettondeplats med 5 761 poäng. Hon deltog vid VM 2007 (28:e plats med 5 745 poäng), 2009 (sjuttonde plats med 5 885 poäng) och 2011 (femtonde plats med 6 119 poäng). Vid EM 2010 i Barcelona kom Samuelsson på tionde plats med 6 146 poäng. Vid EM 2012 i Helsingfors nådde hon en sjätte plats (som efter diskvalificering av ukrainskan Lyudmyla Yosypenko omvandlades till en femteplats) med 6 262 poäng. Hon bröt tävlingen vid EM 2014 i Zürich.
2011 deltog hon i femkamp vid inomhus-EM i Paris, och kom på en femteplats nya med personliga rekordet 4 497 poäng.
Vid OS i London 2012 kom hon på 14:e plats och satte nytt personligt rekord med 6 300 poäng. I november 2016 diskvalificerades dock Tatjana Chernova som kom trea i tävlingen, så Samuelssons placering förbättrades till en trettonde plats.
I slutet av utomhussäsongen 2016 meddelade Jessica Samuelsson att hon avslutar sin elitkarriär.
Samuelsson belönades år 2010 med Stora grabbars och tjejers märke nummer 508.
Jessica Samuelsson är sambo med kortdistanslöparen Johan Wissman.

## Personliga rekord
| Utomhus - 100 meter – 12,27 (Sävedalen 23 augusti 2008) - 100 meter – 12,36 (Sundsvall 31 juli 2016) - 200 meter – 23,86 (Götzis, Österrike 26 maj 2012) - 300 meter – 40,45 (Lerum 10 augusti 2001) - 400 meter – 54,40 (Sollentuna 15 juli 2006) - 800 meter – 2:07,03 (Belgrad, Serbien 11 juli 2009) - 100 meter häck – 13,58 (London, Storbritannien 3 augusti 2012) - 400 meter häck – 58,67 (Norrtälje 3 augusti 2003) - Höjd – 1,77 (Helsingfors, Finland 29 juni 2012) - Längd – 6,32 (Västerås 1 augusti 2008) - Längd – 6,35 (medvind) (Gävle 14 augusti 2011) - Kula – 15,03 (Umeå 3 augusti 2014) - Spjut – 42,02 (London, Storbritannien 4 augusti 2012) - Sjukamp – 6 300 (London, Storbritannien 4 augusti 2012) | Inomhus - 60 meter – 7,59 (Malmö 28 januari 2012) - 200 meter – 24,10 (Steinkjer, Norge 11 februari 2012) - 400 meter – 55,21 (Sätra 10 februari 2008) - 800 meter – 2:12,55 (Paris, Frankrike 4 mars 2011) - 60 meter häck – 8,50 (Bollnäs 1 mars 2009) - Höjd – 1,74 (Paris, Frankrike 4 mars 2011) - Längd – 6,23 (Sätra 28 februari 2010) - Kula – 15,07 (Steinkjer, Norge 11 februari 2012) - Femkamp – 4 497 (Paris, Frankrike 4 mars 2011) |

### Fotnoter
1. ↑  ”Stora SM 2008, dag 2”. trackandfield.se. http://www.trackandfield.se/Resultat/2008/080802.htm. Läst 20 maj 2013.
2. ↑  ”Stora SM 2012, dag 3”. swedishtiming.se. Arkiverad från originalet den 15 december 2012. https://web.archive.org/web/20121215070334/http://www.swedishtiming.se/resultat/120826.htm. Läst 16 april 2013.
3. ↑  ”Stora SM 2006, dag 2”. turebergfriidrott.se. Arkiverad från originalet den 10 juni 2015. https://web.archive.org/web/20150610133650/http://turebergfriidrott.se/statistik/SM2006/2006_reslord.htm. Läst 19 april 2013.
4. 1 2  ”Stora SM 2009”. Arkiverad från originalet den 8 november 2015. https://archive.is/20151108174509/http://web.archive.org/web/20091213202749/http%3A//88.131.109.176/folksam/sm09/resultat.php. Läst 23 april 2013.
5. ↑  Wiger 2006, s. 214.
6. ↑  ”Stora SM 2008, dag 1”. trackandfield.se. http://www.trackandfield.se/Resultat/2008/080801.htm. Läst 20 maj 2013.
7. ↑  ”Stora SM 2010, dag 4”. trackandfield.se. Arkiverad från originalet den 27 september 2013. https://web.archive.org/web/20130927090733/http://www.trackandfield.se/resultat/2010/100822.htm. Läst 2 september 2013.
8. ↑  ”Stora SM 2011, dag 4” (htm). trackandfield.se. http://www.trackandfield.se/resultat/2011/110814.htm. Läst 17 april 2013.
9. 1 2  ”Stora SM 2014, dag 3” (htm). trackandfield.se. http://www.trackandfield.se/resultat/2014/140803.htm. Läst 21 oktober 2014.
10. ↑  ”Stora SM 2011, dag 1” (htm). trackandfield.se. http://www.trackandfield.se/resultat/2011/110811.htm. Läst 17 april 2013.
11. 1 2  Wiger 2006, s. 239.
12. ↑  ”SM i mångkamp 2008”. Arkiverad från originalet den 11 augusti 2010. https://web.archive.org/web/20100811080640/http://www.warnamosk.f.se/2008/msm.html. Läst 25 mars 2015.
13. 1 2  Wiger 2006, s. 251.
14. ↑  ”Stafett-SM 2006”. idrottonline.se. Arkiverad från originalet den 10 juni 2015. https://web.archive.org/web/20150610132850/http://www2.idrottonline.se/ImageVaultFiles/id_35895/cf_359/2006StafettSM.pdf. Läst 19 april 2013.
15. ↑  ”Stafett-SM 2007”. http://h24-files.s3.amazonaws.com/151399/452633-nT9Xe.pdf. Läst 28 mars 2015.
16. ↑  ”Stafett-SM 2008”. Arkiverad från originalet den 9 juni 2009. https://web.archive.org/web/20090609064617/http://www.stafett-sm.se/resultat. Läst 25 mars 2015.
17. ↑  ”Stafett-SM 2009”. ifgota.se. Arkiverad från originalet den 4 mars 2016. https://web.archive.org/web/20160304103354/http://www.ifgota.se/result/Uploaded/stafettsm09.html. Läst 29 maj 2013.
18. ↑  ”Stafett-SM 2013”. huddinge-friidrott.org. Arkiverad från originalet den 4 mars 2016. https://web.archive.org/web/20160304222253/http://www.huddinge-friidrott.org/tavlingar/13/stafettsm/resultat.htm. Läst 29 maj 2013.
19. ↑  ”Stafett-SM 2014” (pdf). idrottonline.se. Arkiverad från originalet den 2 april 2015. https://web.archive.org/web/20150402184643/http://www3.idrottonline.se/ImageVaultFiles/id_595198/cf_69694/resultat2014-05-27_2.PDF. Läst 25 mars 2015.
20. ↑  ”Stafett-SM 2010”. ranas4h.nu. Arkiverad från originalet den 8 december 2015. https://web.archive.org/web/20151208144853/http://www.ranas4h.nu/resultat/2010/stafett-sm.html. Läst 29 maj 2013.
21. ↑  ”Stora inne-SM 2008, resultat” (pdf). mai.se. Arkiverad från originalet den 14 april 2015. https://web.archive.org/web/20150414002300/http://www.mai.se/resultat/resultat_inne-sm_2008.pdf. Läst 11 april 2015.
22. ↑  ”Stora inne-SM 2009 dag 2, resultat”. ism2009.se. Arkiverad från originalet den 4 mars 2016. https://web.archive.org/web/20160304222657/http://www.ism2009.se/filer/resultat_dag2.html. Läst 17 juli 2012.
23. 1 2  ”Stora inne-SM 2010 dag 2, resultat”. friidrott.stockholm.se. http://www.friidrott.stockholm.se/ISM2010/Page.asp?PageIdentifier=RESSONDAG. Läst 19 juli 2012.
24. ↑  ”Stora inne-SM 2011 dag 2, resultat”. trackandfield.se. http://www.trackandfield.se/resultat/2011/110227.htm. Läst 19 juli 2012.
25. ↑  ”Stora inne-SM 2009 dag 1, resultat”. ism2009.se. Arkiverad från originalet den 11 augusti 2010. https://web.archive.org/web/20100811153235/http://www.ism2009.se/filer/resultat_dag1.html. Läst 17 juli 2012.
26. ↑  ”Stora inne-SM 2011 dag 1, resultat”. trackandfield.se. Arkiverad från originalet den 5 oktober 2012. https://web.archive.org/web/20121005022150/http://www.trackandfield.se/resultat/2011/110226.htm. Läst 19 juli 2012.
27. ↑  ”Stora inne-SM 2012, resultat”. trackandfield.se. Arkiverad från originalet den 4 mars 2016. https://web.archive.org/web/20160304224853/http://www.trackandfield.se/Resultat/2012/120218_19.htm. Läst 19 juli 2012.
28. ↑  ”Stora inne-SM 2015, resultat”. archive.is. Arkiverad från originalet den 22 februari 2015. https://archive.is/20150222161525/http://livetiming.se/track/ism15/. Läst 29 mars 2015.
29. ↑  ”SM mångkamp 2005, resultat”. Arkiverad från originalet den 18 juli 2007. https://web.archive.org/web/20070718131357/http://www.ka2if.k.se/Resultat/Resultat2005/mangkampssm05.html. Läst 13 april 2015.
30. ↑  ”SM mångkamp 2006 , resultat” (html). nbisfri.se. Arkiverad från originalet den 1 maj 2008. https://web.archive.org/web/20080501205050/http://www.nbisfri.se/filer/resultat/2006/060312ism.html. Läst 6 april 2015.
31. ↑  ”SM mångkamp 2008, resultat” (htm). lerumfriidrott.se. Arkiverad från originalet den 17 januari 2018. https://web.archive.org/web/20180117115520/http://www.lerumfriidrott.se/resultat/08/080316.htm. Läst 6 april 2015.
32. ↑  ”SM mångkamp 2009, resultat”. quicknet.se. Arkiverad från originalet den 16 juli 2012. https://archive.is/20120716090058/http://mk.quicknet.se/20095/upload/bilder/0/resultat_m_ngkamps_sm_2009.htm. Läst 20 juli 2012.
33. ↑  ”SM mångkamp 2010, resultat”. friidrott.se. Arkiverad från originalet den 2 juli 2012. https://web.archive.org/web/20120702174258/http://www.friidrott.se/tavling/sfifarr/ismhep10/resultat.aspx. Läst 20 juli 2012.
34. ↑  Sveriges befolkning
1990:
Samuelsson, Jessica Eva Katarina
35. 1 2 3 4 5 6 7 8 9 10 11 12 13 14 15 16 17 18 19 20 21 22 23  ”Personsida hos IAAF” (på engelska). iaaf.org. https://www.iaaf.org/athletes/sweden/jessica-samuelsson-197737. Läst 23 oktober 2018.
36. 1 2  ”European Athletics U23 Championships - Erfurt 2005” (på engelska). european-athletics.org. http://www.european-athletics.org/competitions/european-athletics-u23-championships/history/year=2005/results/index.html. Läst 21 oktober 2017.
37. ↑  ”European Athletics U23 Championships - Debrecen 2007” (på engelska). european-athletics.org. http://www.european-athletics.org/competitions/european-athletics-u23-championships/history/year=2007/results/index.html. Läst 21 oktober 2017.
38. ↑  ”Heptathlon Women - 11th IAAF World Championships In Athletics Osaka (Nagai Stadium), Japan 25 Aug 2007 - 2 Sep 2007” (på engelska). iaaf.org. https://www.iaaf.org/competitions/iaaf-world-championships/11th-iaaf-world-championships-in-athletics-3653/results/men/400-metres/semi-final/result. Läst 13 januari 2017.
39. ↑  ”Heptathlon Women - 12th IAAF World Championships In Athletics Berlin (Olympiastadion), Germany 15 Aug 2009 - 23 Aug 2009” (på engelska). iaaf.org. https://www.iaaf.org/competitions/iaaf-world-championships/12th-iaaf-world-championships-in-athletics-3658/results/women/heptathlon/800-metres/points. Läst 12 januari 2017.
40. ↑  ”Heptathlon Women - 13th IAAF World Championships In Athletics Daegu (DS) Korea 27 Aug 2011 - 04 Sep 2011” (på engelska). iaaf.org. https://www.iaaf.org/competitions/iaaf-world-championships/13th-iaaf-world-championships-in-athletics-4147/results/women/heptathlon/800-metres/points. Läst 12 januari 2017.
41. ↑  ”European Athletics Championships - Barcelona 2010” (på engelska). european-athletics.org. http://www.european-athletics.org/competitions/european-athletics-championships/history/year=2010/results/index.html. Läst 6 april 2017.
42. ↑  ”European Athletics Championships - Helsinki 2012” (på engelska). european-athletics.org. http://www.european-athletics.org/competitions/european-athletics-championships/history/year=2012/results/index.html. Läst 2 april 2017.
43. ↑  ”European Athletics Championships - Zürich 2014” (på engelska). european-athletics.org. http://www.european-athletics.org/competitions/european-athletics-championships/history/year=2014/results/index.html. Läst 29 mars 2017.
44. ↑  ”European Athletics Indoor Championships - Paris 2011” (på engelska). european-athletics.org. http://www.european-athletics.org/competitions/european-athletics-indoor-championships/history/year=2011/results/index.html#. Läst 25 augusti 2017.
45. ↑  ”Samuelsson satte nytt personbästa”. SVT. 4 augusti 2012. http://www.svt.se/os/jessica-samuelsson-1. Läst 5 augusti 2012.
46. ↑  ”Olympic Games, London 2012, Heptathlon Women”. olympic.org. https://www.olympic.org/london-2012/athletics/heptathlon-women. Läst 1 januari 2017.
47. ↑  ”Jessica Samuelsson”. SOK.se. http://sok.se/idrottare/idrottare/j/jessicasamuelsson.4.6e50471314e9b9c0e89d101.html. Läst 1 januari 2017.
48. ↑  ”Dopade Chernova blir av med OS-medaljen”. Expressen. 29 november 2016. http://www.expressen.se/sport/friidrott/dopade-chernova-blir-av-med-os-medaljen/. Läst 1 januari 2017.
49. ↑  ”Jessica Ennis-Hill to get 2011 Worlds gold after Chernova results annulled”. BBC Sport. 29 november 2016. http://www.bbc.com/sport/athletics/38151494. Läst 1 januari 2017.
50. ↑  ”Sista kampen är gjord - Jessicas tid som elitidrottare är över”. friidrott.se. 26 september 2016. Arkiverad från originalet den 13 januari 2017. https://web.archive.org/web/20170113154224/http://www.friidrott.se/nyheter.aspx?id=20137. Läst 12 januari 2017.
51. ↑  ”Stora grabbars märke”. friidrott.se. Arkiverad från originalet den 31 mars 2016. https://web.archive.org/web/20160331202525/http://www.friidrott.se/historik/storagrabbar.aspx. Läst 28 oktober 2016.
52. ↑  ”Stora Grabbar personpresentation”. storagrabbar.se. http://www.storagrabbar.se/grabbar_11.html. Läst 28 oktober 2016.
53. ↑  ”En tryggare Wissman gör säsongspremiär”. SVT. 18 maj 2010. http://www.svt.se/sport/artikel/en-tryggare-wissman-gor-sasongspremiar/. Läst 5 augusti 2012.
54. 1 2 3 4 5 6 7 8 9 10 11 12 13 14 15  ”Personsida på European Athletics' webbplats” (på engelska). european-athletics.org. http://www.european-athletics.org/athletes/group=s/athlete=132595-samuelsson-jessica/index.html. Läst 23 oktober 2018.